# Ishii (Tokushima)
Pour les articles homonymes, voir Ishii.
Ishii (石井町, Ishii-chō) est un bourg du district de Myōzai, situé dans la préfecture de Tokushima, au Japon.

## Géographie

### Démographie
Au 1er mai 2015, la population d'Ishii s'élevait à 25 567 habitants répartis sur une superficie de 28,85 km2.